# Comarca de Valencia de Alcántara
La Comarca de Valencia de Alcántara és una comarca d'Extremadura situada a l'oest de la província de Càceres i que fa frontera amb Portugal. El cap comarcal és Valencia de Alcántara.

## Municipis
- Herreruela
- Salorino
- Valencia de Alcántara
- Cedillo
- Santiago de Alcántara
- Herrera de Alcántara
- Membrío
- Carbajo